# 南象海豹
南象海豹（學名：Mirounga leonina），又名南象形海豹、南方象海豹，主要分布在亚南极地区，是象海豹属下的两种海豹之一。它不仅是最庞大的鳍足类动物，而且还是迄今为止食肉目最大的成员。该海豹的名字源自它巨大的体型和成年雄性的大鼻子，用于发出非常响亮的吼声，尤其是在交配季节。

## 描述
南象海豹与北象海豹相比，个头更大，鼻子更宽。两性异形现象明显，雄性个头远远大于比雌性。雌性平均体重为400-900公斤，长度2.6-3米；而雄性平均2,200-4,000公斤，长度4.5-5.8米。世界最大雄性南象海豹重5,000公斤,長度6.85米。

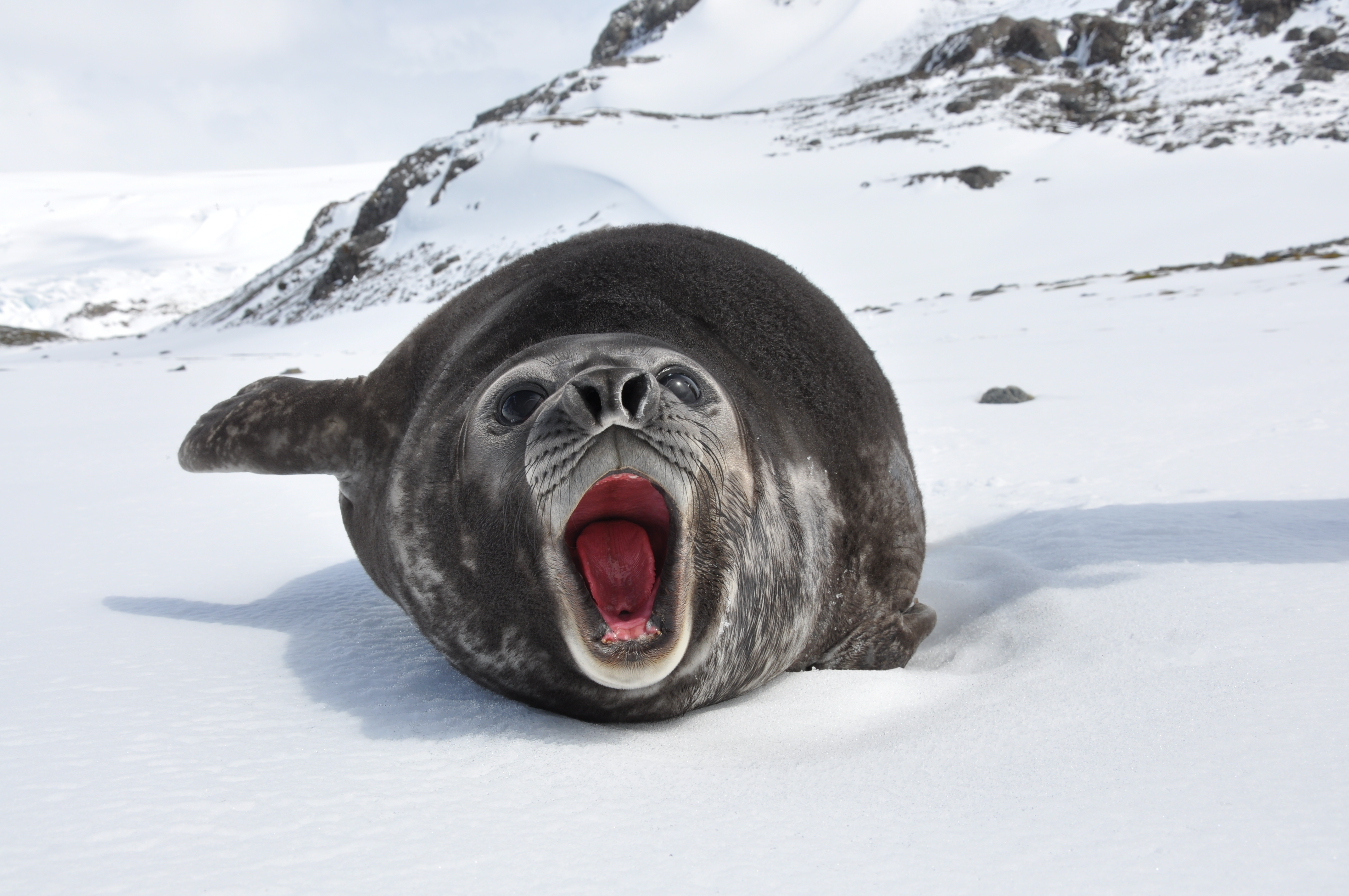
南乔治亚岛的南象海豹

眼睛大且圆，呈黑色。眼睛的宽度和低光环境下高集聚的视线在猎物捕获时起着重要作用。像所有的海豹一样，南象海豹有后肢和尾鳍。每一只脚有五个长蹼的趾。敏捷的双掌用于推动水。胸鳍在游泳时作用不大。
由于后肢在陆地运动中不便，南象海豹使用鳍来移动身体。它们可以以这种方式在短距离内迅速移动（达每小时8公里），回到水中、追逐雌性以及追逐入侵者。
幼崽出生时有毛皮，浑身黑色。它们的毛皮不适合在水中生活，但是隔绝冷空气，用以保护身体。第一次换毛伴随着断奶。换毛后，根据毛发的厚度和湿度不同，毛皮可能会变成灰色或棕色。年长的雄性的皮肤是厚厚的皮革，并且通常是散布着疤痕。

## 分布及数量
目前全球共有约650,000头南象海豹。研究表明它们分成3个地理亚群，每一个大洋有一个亚群。
跟踪研究南象海豹行动的路线，从而证明它们主要觅食区在南极大陆的边缘。虽然象海豹可能偶尔会在南极洲上岸休息，甚至交配，它们大量聚集在亚南极地区。

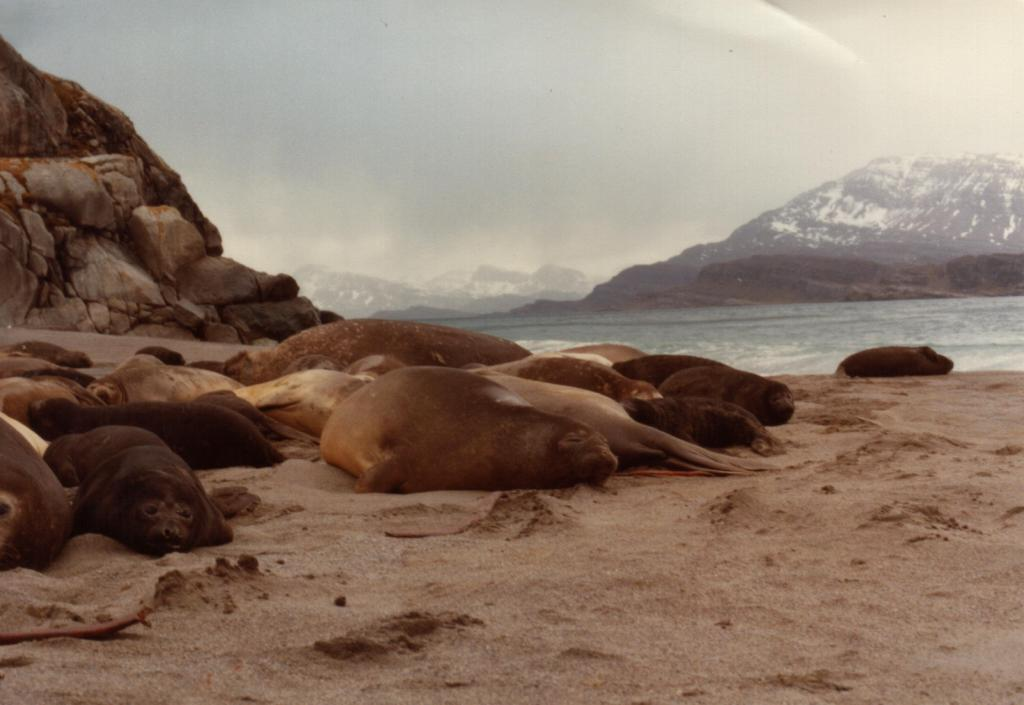
凯尔盖朗群岛海滩上的南象海豹

最大的亚群在南大西洋，总计超过40万头，其中包括南乔治亚大约113,000头育龄期雌性。其他繁殖地区位于阿根廷的福克兰群岛和瓦尔德斯半岛。
第二个大亚群在印度洋南部，总计20万头，四分之三生活在凯尔盖朗群岛，其余在克罗泽群岛 、马里昂和爱德华王子岛、以及赫德岛。有些还生活于阿姆斯特丹岛。第三大亚群约7.5万头，活动范围在次南极太平洋塔斯马尼亚和新西兰南部岛屿，主要是麦夸里岛。
该物种曾经生活在塔斯马尼亚州，圣赫勒拿岛和智利海岸的胡安·费尔南德斯群岛。有时有些个体在南非或澳大利亚被发现。也经常有报道提到毛里求斯海岸有动物失踪。
19世纪末大规模捕杀海豹后，直到1950年南象海豹才恢復到相當数量，自此之後在印度洋和太平洋的亚群出现不明原因的下降。现在的数量趋于稳定，波动的原因不明。

## 保育狀況
其被列為《瀕危野生動植物種國際貿易公約》附錄二的物種，被限制出口及貿易。